# 소피 블랑샤르

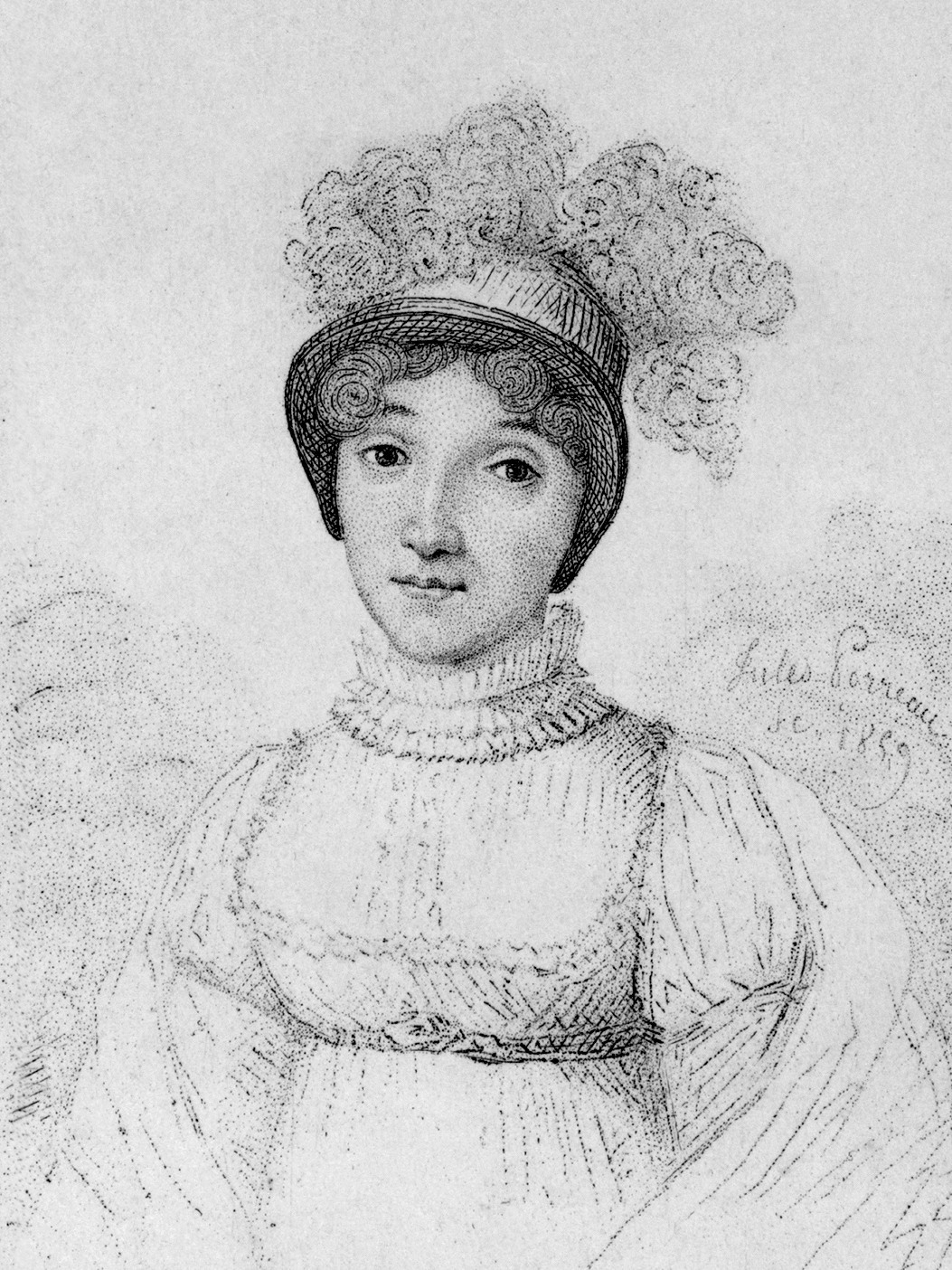
1859년 모습

소피 블랑샤르(Sophie Blanchard, 프랑스어 발음: [sɔfi blɑ̃ʃaʁ], 1778년 3월 25일 – 1819년 7월 6일, 보통은 마담 블랑샤르(Madame Blanchard)로 호칭)는 프랑스의 항공비행사이자 기구 비행체 선구자 장 피에르 블랑샤르의 아내였다. 블랑샤르는 전문 열기구 연주자로 일한 최초의 여성이었으며 남편이 사망한 후에도 열기구 비행을 계속하여 60회 이상 등정했다. 그녀의 열광적인 업적으로 유럽 전역에 알려진 블랑샤르는 나폴레옹 보나파르트를 즐겁게 했고, 나폴레옹은 그녀를 앙드레자크 가르느랭을 대신하여 "공식 축제의 비행사"로 승진시켰다. 1814년 부르봉 왕정복고 때 그녀는 루이 18세를 위해 공연했고, 루이 18세는 그녀를 "복고의 공식 비행사"라고 명명했다.
열기구 항해는 개척자들에게 위험한 사업이었다. 블랑샤르는 몇 차례 의식을 잃었고, 영하의 기온을 견뎌냈으며, 풍선이 습지에 추락하면서 거의 익사할 뻔했다. 1819년 그녀는 파리의 티볼리 정원에서 열린 전시회에서 풍선에 있는 가스에 불을 붙이는 불꽃놀이를 하다가 항공 사고로 사망한 최초의 여성이 되었다. 그녀의 기구는 집 지붕에 추락하여 그녀는 사망했다.